# آلف هورنای
آلف هورنای (انگلیسی: Alf Horne؛ 1903 – آوریل ۱۹۷۶ (۷۲−۷۳ سال)) بازیکن فوتبال اهل بریتانیا بود.
از باشگاه‌هایی که در آن بازی کرده‌است می‌توان به باشگاه فوتبال وست برومویچ آلبیون، باشگاه فوتبال منزفیلد تاون، باشگاه فوتبال پرستون نورث اند، باشگاه فوتبال هال سیتی، باشگاه فوتبال ساوتند یونایتد، باشگاه فوتبال استافورد رانجرز، باشگاه فوتبال لینکولن سیتی، باشگاه فوتبال منچستر سیتی، و باشگاه فوتبال آلوچورچ اشاره کرد.